# Championnat du Pérou de football 1958
Navigation
Saison précédente Saison suivante
La saison 1958 du Championnat du Pérou de football est la trentième édition du championnat de première division au Pérou. Les dix clubs participants sont regroupés au sein d'une poule unique où ils s'affrontent deux fois au cours de la saison, à domicile et à l'extérieur. À la fin de cette première phase, les cinq premiers disputent la poule pour le titre, les cinq derniers la poule de relégation dont le dernier est relégué et remplacé par le champion de Segunda División, la deuxième division péruvienne.
C'est le club de Sport Boys qui remporte la compétition après avoir terminé en tête du classement final du championnat, avec un seul point d'avance sur l'Atlético Chalaco et deux sur le surprenant promu, Mariscal Castilla. C'est le 5e titre de champion du Pérou de l'histoire du club. La performance de Mariscal Castilla est surprenante puisque c'est la première fois depuis 1947 qu'un promu arrive à se maintenir parmi l'élite.

## Les clubs participants
| - Alianza Lima - Sport Boys - Mariscal Sucre - Universitario de Deportes - Ciclista Lima | - Atlético Chalaco - Club Centro Deportivo Municipal - Sporting Cristal - Centro Iqueño - Mariscal Castilla - Promu de Segunda Division |

## Compétition
Le barème utilisé pour établir le classement est le suivant :
- Victoire : 2 points
- Match nul : 1 point
- Défaite, forfait ou abandon : 0 point

### Classement
| Rang | Équipe                          | Pts | J  | G  | N | P  | Bp | Bc | Diff |
| ---- | ------------------------------- | --- | -- | -- | - | -- | -- | -- | ---- |
| 1    | Sport Boys                      | 26  | 22 | 10 | 6 | 6  | 31 | 25 | +6   |
| 2    | Atlético Chalaco                | 25  | 22 | 9  | 7 | 6  | 29 | 29 | 0    |
| 3    | Mariscal Castilla (P)           | 24  | 22 | 10 | 4 | 8  | 29 | 33 | -4   |
| 4    | Universitario de Deportes       | 23  | 22 | 10 | 3 | 9  | 31 | 29 | +2   |
| 5    | Club Centro Deportivo Municipal | 23  | 22 | 10 | 3 | 9  | 34 | 35 | -1   |
| 6    | Centro Iqueño (T)               | 23  | 22 | 10 | 3 | 9  | 37 | 32 | +5   |
| 7    | Alianza Lima                    | 22  | 22 | 8  | 6 | 8  | 40 | 29 | +11  |
| 8    | Sporting Cristal                | 21  | 22 | 9  | 3 | 10 | 35 | 26 | +9   |
| 9    | Ciclista Lima                   | 18  | 22 | 7  | 4 | 11 | 34 | 46 | -12  |
| 10   | Mariscal Sucre                  | 15  | 22 | 5  | 5 | 12 | 23 | 39 | -16  |

|  | Champion du Pérou 1958                                |
|  | Relégation directe en Segunda División                |
|  | (T) : Tenant du titre (P) : Promu de Segunda Division |

## Bilan de la saison
| Championnat du Pérou de football 1958 |                       |
| Champion                              | Sport Boys (5e titre) |
| Promotions et relégations             |                       |
| Promus en Primera División            | Unión América         |
| Relégués en Segunda División          | Mariscal Sucre        |